# 林威漢
林威漢（2004年2月1日—）為台灣男子棒球選手，曾就讀於三星國小、三星國中，並在日本唸高中，後來入選2015年U-12世界盃棒球賽中華台北，目前效力於中華職棒台鋼雄鷹。

## 外部連結
- 林威漢在台灣棒球維基館上的頁面（繁體中文）
- 林威漢在中華職棒官網
- 林威漢在Baseball-Reference.com（小聯盟以及海外聯盟）（英语）